# Виттек, Александр

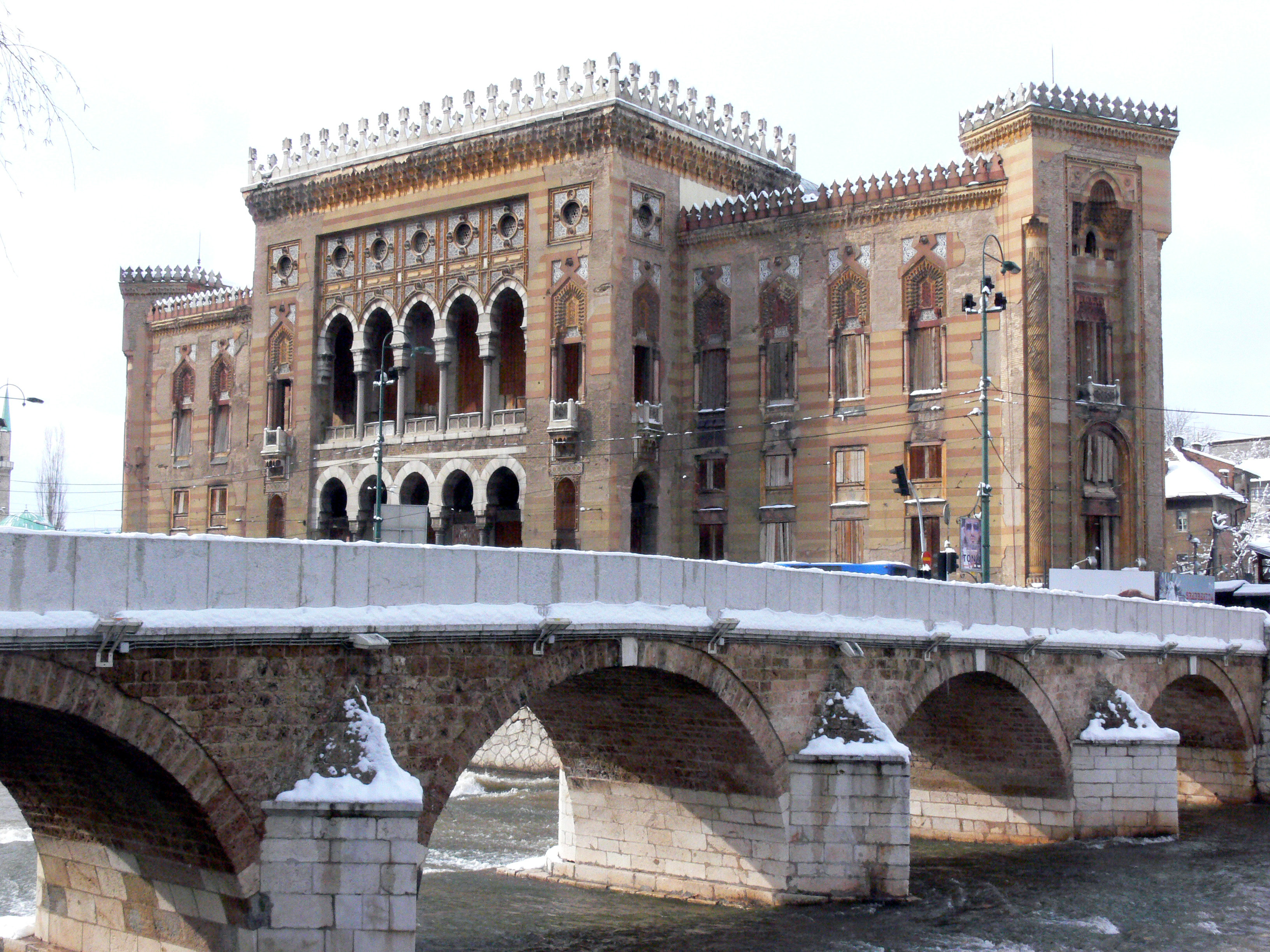
Здание городского управления в Сараево (позже — национальная библиотека), построено в 1986 году по проекту Александра Виттека

Александр Виттек (хорв. Alexandar Witek; нем. Alexander Wittek; 12 октября 1852, Сисак, Хорватия — 11 мая 1894, Грац, Австрия) — хорватский и австрийский архитектор, шахматист.

## Биография
Учился в Вене. Получил диплом архитектора в 1875 г.
В основном работал на территории Боснии и Герцеговины, когда та входила в состав Австро-Венгрии, наиболее известными его проектами являются здание городского управления в Сараево, получившее название «Виечница» и позже переоборудованное в национальную библиотеку, а также общественный фонтан «Себиж» (от арабского sebil — «дорога») на площади Башчаршии, который сейчас считается одним из самых узнаваемых символов города. Оба строения выполнены в неомавританском стиле.
В 1893 году психическое здоровье архитектора стало резко ухудшаться, и ещё до завершения строительства здания городского управления его поместили в лечебницу для душевно больных в городе Грац. Ему поставили диагноз «паралитическое психическое расстройство», а в 1894 году он неожиданно скончался. Некоторые источники утверждают, что Виттек покончил жизнь самоубийством, в то время как другие ссылаются на туберкулёз.

## Шахматная карьера
Виттек был очень сильным шахматистом. В 1877 г. был избран первым вице-президентом шахматного клуба в Граце. В 1881 г. дал сеанс одновременной игры вслепую на 10 досках.
С неплохими результатами выступал в крупнейших международных турнирах начала 1880-х гг. По мнению специалистов, в то время Виттек входил число десяти лучших шахматистов мира. После выступления в венском турнире 1882 г. прекратил участвовать в соревнованиях.

## Спортивные результаты
| Год  | Город  | Соревнование                              | +  | - | =  | Результат | Место |
| ---- | ------ | ----------------------------------------- | -- | - | -- | --------- | ----- |
| 1875 | Грац   | Матч с И. Бергером                        | 1  | 4 | 0  | 1 : 4     |       |
| 1880 | Грац   | Международный турнир                      | 2  | 1 | 4  | 4 из 7    | 4     |
| 1881 | Берлин | 2-й конгресс Германского шахматного союза | 7  | 4 | 5  | 9,5 из 16 | 5—6   |
| 1882 | Вена   | Международный турнир                      | 11 | 9 | 14 | 18 из 34  | 9     |